# Bermudo Pérez de Traba
Bermudo o Vermudo Pérez de Traba  (m. Sobrado, 1168) hijo del conde Pedro Froilaz y de su primera esposa, Urraca Froilaz, fue un miembro destacado de la Casa de Traba, el linaje más poderoso de la Galicia medieval. Tenente en Trastámara, Faro (La Coruña), en Viseu y en Seia, era dueño de vastos territorios en su tierra natal y fue un generoso benefactor de monasterios.

## Vida
Aunque Bermudo nunca ostentó el título condal, aparece frecuentemente confirmando documentos como dominus así como Vermudo Petriz Galleciae. Se registra su presencia por primera vez en la documentación medieval el 1 de abril de 1104 cuando, junto con su hermano, el conde Fernando Pérez de Traba realizó una donación al monasterio de San Juan de Caaveiro. Sirvió a la reina Urraca I de León y con sus hermanos juró lealtad a su hijo, Alfonso VII cuando fue ungido rey en Zamora.
El 29 de julio de 1118, la reina Urraca con el consentimiento de su hijo Alfonso, devolvió a Bermudo y a su hermano Fernando unos territorios pertenecientes al monasterio de Santa María de Sobrado que habían sido tomados por la fuerza en 1050 por su abuelo el rey Fernando I de León. El 25 de julio de 1122, Bermudo otorgó carta de arras a su tercera esposa, Urraca Enríquez, en la cual incluía varias propiedades; una aldea conocida como Las Cascas, otras tres villas, y dos monasterios.
Dos años más tarde, en 1125, Bermudo aparece en Portugal donde confirmó una donación de la condesa Teresa de León, como señor o gobernador de Viseu mientras que su hermano Fernando, amante de Teresa con quien tuvo dos hijas, confirma como gobernador de Coímbra.
Después de la muerte de la condesa Teresa, Bermudo se rebeló en el castillo de Seia aunque no tuvo éxito ya que su cuñado Alfonso Enríquez le obligó a desistir y le expulsó del castillo. Bermudo volvió a sus tierras gallegas y solamente volvió a cruzar el Miño en contadas ocasiones.
Reconstruyó el 9 de octubre de 1138 el monasterio de Genrozo, más tarde conocido como el monasterio de Nuestra Señora de las Dueñas y después como el monasterio de Cascas, que había sido fundado anteriormente por su abuelo Froila Bermúdez. Bermudo había heredado la mitad de este monasterio de su padre Pedro Froilaz y el rey Alfonso VII, que se había criado con Bermudo por ser el padre de este último su ayo y tutor, le devolvió la otra mitad que había recibido de Pedro Froilaz para que Bermudo poseyera toda la propiedad. Donó este monasterio a su hija Urraca la mayor, que entró como monja y después fue su abadesa. El 8 de septiembre, con el consentimiento de su padre, Urraca entregó este monasterio al de Sobrado. El monasterio en Cascas, una aldea próxima a Betanzos, se encuentra en ruinas y solamente se mantiene en pie la iglesia de San Pelayo de Genrozo.
Ambos hermanos Traba, Fernando y Bermudo, hicieron cuantiosas donaciones al monasterio de Sobrado que había sido fundado por sus ancestros. Fueron dueños de todos los cotos y propiedades del monasterio durante un periodo de veinticuatro años, desde 1118 hasta el 11 de enero de 1142 cuando lo entregaron a los monjes cistercienses.
Estuvo de peregrinación en dos ocasiones en Tierra Santa; la primera vez con su hermano Fernando en 1147, y después regresó en 1153. Ya estaba de vuelta en Galicia el año siguiente según consta en un documento del 24 de abril de 1155 cuando Adosinda Gutiérrez vende unas propiedades en Sobrado y está datado «ipso anno presente, quando domnus Vermudis reversus est Hierosalime» («…en este año cuando don Vermudo regresó de Jerusalén»).
En 1148, encargó al abad del monasterio de San Justo de Toxos Outos la construcción de un convento en la villa llamada Nogueirosa, cerca de Puentedeume. Este lugar fue uno de los bienes que había entregado a su esposa Urraca el 25 de julio de 1122 como parte de las arras. Dos años después, en 1150, Urraca donó al abad y al convento varios bienes con la condición de que ella y cuatro parientas fueran admitidas en el convento que se llamó Santa María de Nogueirosa.
Alrededor de 1160, Bermudo se convirtió en monje cisterciense y se retiró al monasterio de Sobrado donde falleció con unos ochenta años de edad y donde recibió sepultura. Probablemente en el mismo año en que Bermudo ingresó en el monasterio, Urraca también se retiró a su monasterio en Nogueirosa donde falleció en 1173 y fue enterrada en la iglesia del convento.

## Matrimonios y descendencia

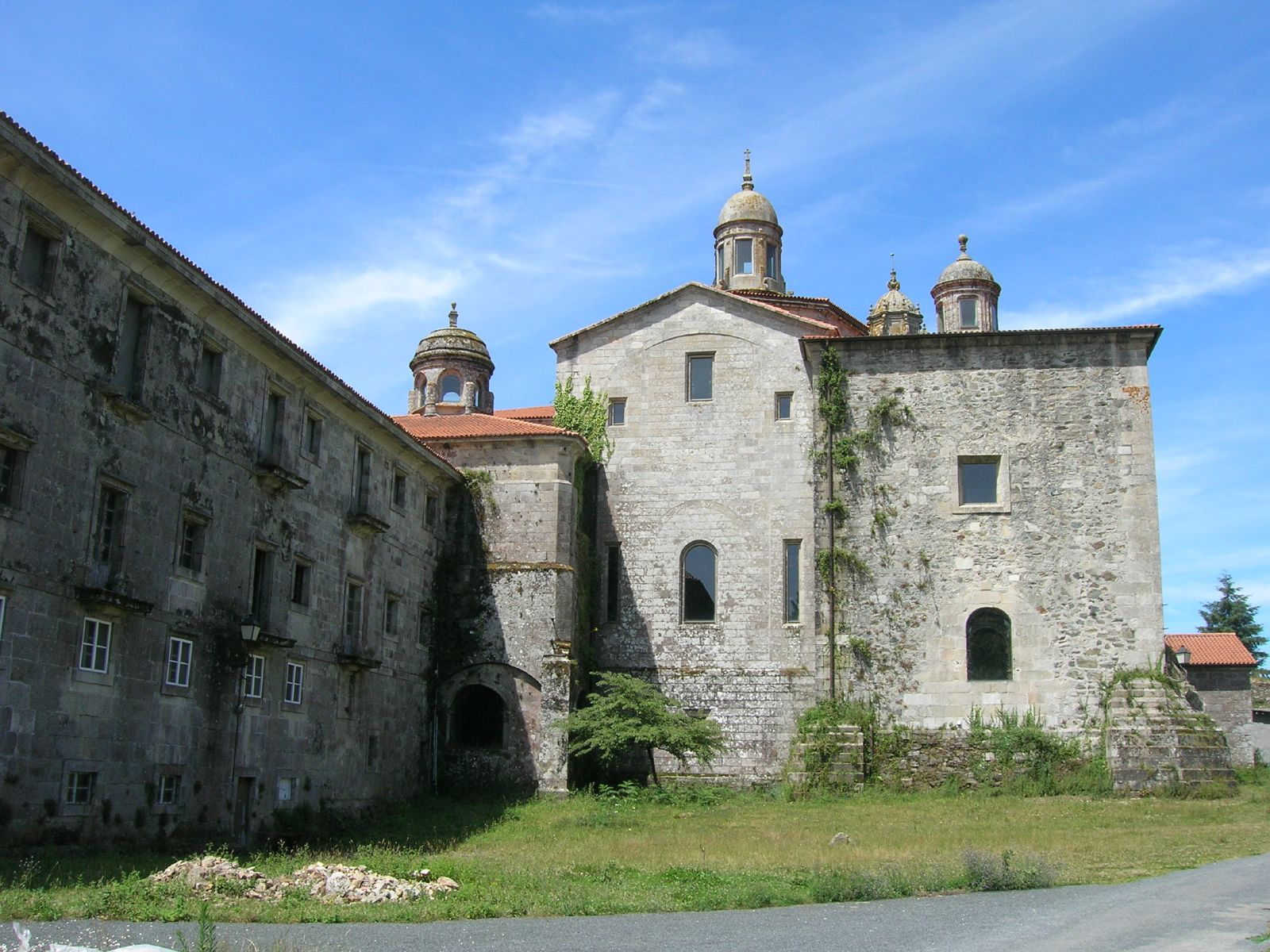
Monasterio de Santa María de Sobrado donde se retiró Bermudo Pérez y donde recibió sepultura

Bermudo contrajo más de un matrimonio según él mismo declara en la carta de dote y donación fechada el 9 de octubre de 1138 a su hija Urraca, monja en el monasterio de Cascas.
Una de sus primeras esposas fue Teresa Bermúdez de quien tuvo tres hijos: 
- Pedro Bermúdez[18] (m. antes de 1147), en 1147 su padre hizo una donación al monasterio de Sobrado por el alma de su hijo Pedro.[20][19]
- Enrique Bermúdez[18] (m. después de 1151)[21][20]
- Mayor Bermúdez (m. después de 1192), esposa de Gonzalo Menéndez,[18] hijo de Menendo Rodríguez de Tougues y de Chamoa Gómez.[22][20]

También se casó con Adosinda González y fue padre de dos hijas:
- Ilduara Bermúdez[18]
- Jimena Bermúdez[18]

Su último matrimonio fue alrededor de 1122 con Urraca Enríquez, hija del conde Enrique de Borgoña y de Teresa de León y hermana de Alfonso I de Portugal. De este matrimonio nacieron seis hijos:
- Fernando Bermúdez[18] (m. después de 1161). Gobernó las tenencias que había ocupado su padre hasta su ingreso en religión.[20] Aparece frecuentemente en Portugal donde confirma diplomas de su tío el rey Alfonso I.[20][22]
- Urraca Bermúdez la mayor,[18] monja y después abadesa en el monasterio de Cascas.[22][20]
- Suero Bermúdez[18] (m. 1169), enterrado en el monasterio de Sobrado.[27][20]
- Teresa Bermúdez[18] (m. c. 1219), enterrada en el monasterio de Sobrado. Fue la esposa de Fernando Arias,[18] señor de Batisela y madre de varios hijos, entre ellos, Juan Fernández, mayordomo mayor del rey Alfonso IX de León y su alférez real.[28]
- Sancha Bermúdez (m. c. 1208), contrajo matrimonio en 1152 con Suero Viegas de Riba Douro,[18] gobernador de Lamego e hijo de Egas Moniz el Ayo. Uno de los hijos de este matrimonio, Lorenzo Suárez, contrajo matrimonio con Urraca Sanches, hija ilegítima del rey Sancho I de Portugal.[20][29][30]
- Urraca Bermúdez la menor,[18] (m. después de 1196), aún vivía en 1196 cuando confirmó un documento en el monasterio de Sobrado como domna Urraca Ueremude filia domni Ueremudi Petri, casada con Pedro Beltrán, con descendencia.[20][31]